# Valdez is Coming
Valdez is Coming es un western de 1971, protagonizado por Burt Lancaster y conocido en España como Que viene Valdez que se filmó en Almería, España.

## Elenco
- Burt Lancaster es Bob Valdez.
- Susan Clark es la señora Gay Erin
- Frank Silvera es Diego
- Richard Jordan es Davis.
- Jon Cypher es Frank Tanner.